# Lockdown (2014)
Lockdown (2014) foi um evento de luta profissional em formato pay-per-view produzido pela Total Nonstop Action Wrestling (TNA), que ocorreu no dia 9 de março de 2014 no BankUnited Center na cidade de Miami, Flórida. Este foi a décima edição da cronologia do Lockdown e o primeiro pay-per-view no calendário de 2014 da TNA a ser transmitido ao vivo. Como nos anos anteriores, houve uma luta Lethal Lockdown e todos os outros combates foram realizados dentro de uma jaula de aço.

## Antes do evento
Lockdown teve combates de luta profissional de diferentes lutadores com rivalidades e histórias pré-determinadas que se desenvolveram no Impact Wrestling — programa de televisão da Total Nonstop Action Wrestling (TNA). Os lutadores interpretaram um vilão ou um mocinho, seguindo uma série de eventos para gerar tensão, culminando em várias lutas.
No Impact Wrestling de 30 de janeiro, após o campeão mundial dos pesos-pesados da TNA Magnus se vangloriar de sua vitória sobre Sting na semana anterior (fazendo com que ele tivesse que abandonar a TNA devido a uma estipulação), Kurt Angle e Samoa Joe o interromperam. Angle criticou as ações de Magnus, devido a ele aceitar a interferência dos aliados de Dixie Carter durante seus combates, mesmo depois do tempo que ele havia passado na The Main Event Mafia. Magnus então desafiou Angle e Joe para uma luta de duplas, onde ele faria parceira com Ethan Carter III e caso vencessem, Angle e Joe seriam demitidos. Joe aceitou o desafio, mas somente com o acréscimo de que se ele e Angle ganhassem, quem realizasse o pinfall receberia uma chance pelo campeonato de Magnus. No evento principal daquela noite, Joe forçou Magnus a desistir após um Coquina Clutch, se tornando assim no desafiante número um ao Campeonato Mundial dos Pesos-Pesados da TNA. Entretanto, Dixie Carter anunciou na semana seguinte que Samoa Joe enfrentaria Bobby Roode naquela noite, e o vencedor enfrentaria Magnus pelo seu título no Lockdown. Joe venceu, mantendo sua colocação como desafiante. Durante a assinatura do contrato para a luta no Impact Wrestling de 27 de fevereiro, MVP decidiu que o combate só poderia ser decidido por submissão ou nocaute.
No Impact Wrestling: Genesis em 16 de janeiro de 2014, durante um segmento de bastidores entre Dixie Carter e os recém-chegados The Wolves (Davey Richards e Eddie Edwards), foi revelado que a TNA tinha um novo investidor. Duas semanas mais tarde, no Impact de 30 janeiro, o investidor foi revelado, sendo ele MVP. Na semana seguinte, MVP explicou que ele tinha comprado ações da empresa, através do Conselho de Administração da TNA, com a intenção de limpar a empresa da confusão que Carter estava fazendo. Depois de vários confrontos entre Dixie e MVP, este último propôs no Impact Wrestling de 13 de fevereiro uma luta Lethal Lockdown para o Lockdown, onde o líder do time vencedor receberia o controle completo da TNA. Na semana seguinte, Dixie aceitou a proposta. No mesmo dia, foi anunciado que os The Wolves iriam fazer parte do time de MVP, enquanto Austin Aries e Bobby Roode integrariam o time de Dixie. Porém, Roode só aceitou entrar no time de Carter após esta oferecer 10% do controle da TNA caso seu time saísse vencedor no Lockdown. No programa de 27 de fevereiro, os The BroMans (Jessie Godderz e Robbie E) venceram uma luta de três duplas, se juntando a equipe de Dixie, e em 6 de março, MVP revelou que o último membro de seu time seria Jeff Hardy.
Madison Rayne fez seu retorno a TNA em 12 de dezembro de 2013 no episódio do Impact Wrestling, salvando ODB de um ataque de Lei'D Tapa e de sua ex-parceira e então campeã feminina das Knockouts, Gail Kim. Em 2 de janeiro de 2014 no episódio do Impact, Rayne derrotou Kim em um desafio aberto, ganhando, assim, uma chance pelo Campeonato Feminino das Knockouts. Rayne usou sua chance em 16 de janeiro, no Impact Wrestling: Genesis, derrotado Kim ganhar o Campeonato Feminino das Knockouts pela Lista de campeãs das Knockouts da Impact Wrestlingquinta vez]]. A rivalidade entre Kim e Rayne continuou e as duas se enfrentaram em uma luta street fight no Impact Wrestling de 20 de fevereiro, que Kim iria ganhar depois de uma distração de Lei'D Tapa. Mais tarde, foi anunciado que Madison Rayne e Gail Kim se enfrentariam no Lockdown pelo Campeonato Feminino das Knockouts.
Depois de perderem o Campeonato Mundial de Duplas da TNA, James Storm começou uma rivalidade com seu parceiro Gunner. A tensão entre ambos começou em 12 de dezembro de 2013 quando Gunner impediu Storm de pegar umas das maletas da luta Feast or Fired, o empurrando e pegando a mala para si mesmo. Mais tarde, foi relevado que o conteúdo da maleta de Gunner era uma luta pelo Campeonato Mundial dos Pesos-Pesados da TNA. No episódio de 2 de janeiro do Impact Wrestling, pela primeira vez em mais de dois anos, James Storm se uniu com seu ex-parceiro de Beer Money, Inc., Bobby Roode, para derrotar Gunner e Kurt Angle num combate de duplas e logo após a luta, Storm insultou Gunner. No Impact de 23 de janeiro, Gunner derrotou Storm em uma luta de escadas com a sua maleta do Feast or Fired em jogo. Uma semana depois, Storm se desculpou com Gunner por suas ações anteriores, e mais tarde os dois ganharam um combate de duplas contra os Bad Influence (Christopher Daniels e Kazarian). Porém, no Impact Wrestling de 20 de fevereiro, Storm custou a Gunner sua luta pelo Campeonato Mundial dos Pesos-Pesados da TNA contra Magnus. Na semana seguinte, os dois tiveram um confronto e se atacaram. No Impact de 6 de março, foi anunciado que Gunner e Storm se enfrentariam em uma luta last man standing em uma jaula de aço no Lockdown.
No Impact Wrestling de 6 de fevereiro, Ethan Carter III atacou Kurt Angle para salvar Magnus de perder por submissão contra ele, e em seguida, continuou o ataque a Angle, visando seu joelho esquerdo, resultando em uma lesão. Angle voltou a TNA em 27 de fevereiro para a sua indução ao Hall da Fama da TNA, porém Carter o interrompeu, insultando Angle. Porém, este disse que já estava recuperado da lesão e como um presente por sua indução ao Hall da Fama, ele havia ganhando uma luta no Lockdown, escolhendo como seu adversário Carter. Entretanto, no Impact Wrestling de 6 de de março, Ethan mais uma vez atacou Kurt Angle, fazendo com que este novamente lesionasse seu joelho. No dia seguinte, a TNA informou que Angle não poderia competir no Lockdown, mas a posição de Carter no card foi mantida.
Em 21 de novembro, durante o Impact Wrestling: Turning Point, Samuel Shaw apareceu em uma entrevista na sua casa com Christy Hemme. No episódio do Impact em 2 de janeiro de 2014, Shaw fez a sua estreia ao derrotar Norv Fernum por submissão, durante o qual ele fez olhares contínuos para Hemme que estava do lado de fora do ringue. Nas semanas seguintes, Shaw se tornou em um fã obcecado de Hemme, chegando ao ponto de ter uma sala cheia de cartazes e fotos dela em sua casa. Devido a sua obsessão, Shaw iria atacar Mr. Anderson no Impact de 20 de fevereiro em um acesso de raiva depois de ver Hemme e Anderson conversando por alguns minutos. Porém, durante seu ataque a Anderson, Shaw também acertou Hemme, a deixando inconsciente. Na semana seguinte, Shaw, Hemme e Anderson se confrontaram e mesmo após Hemme dar um tapa em Shaw, este saiu "em sua defesa", ao atacar Mr. Anderson. No Impact Wrestling de 6 de março, Shaw e Anderson mais uma vez se atacaram e mais tarde no mesmo dia, foi anunciado que eles se enfrentariam no Lockdown.
Como parte de uma parceria de troca de talentos entre TNA e a empresa japonesa Wrestle-1, uma luta inter-promocional de trios foi marcada para o Lockdown, onde o fundador da Wrestle-1 e lenda da luta profissional japonesa Keiji Mutoh (The Great Muta) e seus companheiros de empresa Yasufumi Nakanoue (chamado na TNA de Yasu) e Seiya Sanada (que ganhou o Campeonato da X Division em 2 de março de 2014 durante um show que contou com a participação de lutadores da TNA e da Wrestle-1 no Japão) enfrentariam os Bad Influence (Christopher Daniels e Kazarian) e Chris Sabin. Entretanto, no início, o estreante Tigre Uno estava programado para fazer parte da equipe japonesa, mas posteriormente foi colocado em uma luta individual contra Manik e Yasu assumiu seu lugar.

## Resultados
| No.                         | Lutas | Estipulações | Duração |
| --------------------------- | --- | --- | ------- |
| 1                           | The Great Muta, Sanada e Yasu (Wrestle-1) derrotaram Bad Influence (Christopher Daniels e Kazarian) e Chris Sabin (TNA)                                                            | Luta inter-promocional de trios em uma jaula de aço                                                                     | 09:26   |
| 2                           | Samuel Shaw derrotou Mr. Anderson | Luta em uma jaula de aço                                                                                                | 10:08   |
| 3                           | Tigre Uno derrotou Manik | Luta em uma jaula de aço                                                                                                | 07:42   |
| 4                           | Gunner derrotou James Storm | Luta Last Man Standing em uma jaula de aço                                                                              | 11:50   |
| 5                           | Madison Rayne (c) derrotou Gail Kim (com Lei'D Tapa) | Luta em uma jaula de aço pelo Campeonato Feminino das Knockouts                                                         | 08:55   |
| 6                           | Magnus (c) derrotou Samoa Joe por nocaute | Luta em uma jaula de aço decidido por submissão ou nocaute pelo Campeonato Mundial dos Pesos-Pesados da TNA             | 19:25   |
| 7                           | Time MVP (MVP (capitão), The Wolves (Davey Richards e Eddie Edwards) e Willow) derrotou Time Dixie (Bobby Roode (capitão), The BroMans (Jessie Godderz e Robbie E) e Austin Aries) | Luta Lethal Lockdown com Bully Ray como árbitro especial O líder do time vencedor receberia o controle completo da TNA. | 26:55   |
| (c) – Campeão antes da luta | | |         |